# Trinidad (Uruguay)
Trinidad ist eine Stadt im Südwesten Uruguays.

## Geographie
Trinidad ist die Hauptstadt des Departamento Flores. Sie liegt im Zentrum dieses Departamentos in dessen Sektor 1.

## Geschichte
Die Stadt Trinidad existierte, bevor man eine Kirche erbaut hatte. Hier lebte eine Gruppe von Menschen, die kein Land besaßen und die keinen festen Wohnsitz hatten. Es gibt kein genaues Gründungsdatum von "Santísima Trinidad de los Porongos", weil die Stadt einen sehr langen Entstehungsprozess hatte. 1904 beschloss man allerdings, dass das Gründungsdatum der 18. Juli 1804 war.
Am 30. Dezember 1885 erhielt Trinidad durch die gesetzliche Regelung des Ley No. 854 den Status einer Ciudad (Stadt).

## Infrastruktur

### Verkehr
Verkehrsmäßig ist die Stadt über die durch sie hindurchführende Fernstraße Ruta 3 erschlossen, auf die vor Ort die Ruta 14 trifft.

### Wirtschaft
Die Wirtschaft wird vor allem durch die Landwirtschaft und die Agrar-Industrie geprägt.

## Einwohner
Die Einwohnerzahl von Trinidad beträgt 21.429 (Stand: 2011), davon 10.378 männliche und 11.051 weibliche. Damit ist sie die bei weitem größte Stadt des Departamentos in dieser Hinsicht, da sie rund 80 % der gesamten Einwohner dessen beherbergt.
| Jahr | Einwohner |
| ---- | --------- |
| 1963 | 15.466    |
| 1975 | 17.597    |
| 1985 | 18.372    |
| 1996 | 20.031    |
| 2004 | 20.982    |
| 2011 | 21.429    |

Quelle: Instituto Nacional de Estadística de Uruguay

## Söhne und Töchter der Stadt
- José Asconeguy (* 1963), Radsportler
- Emilio Barbaroux (1876–1931), Politiker
- Jorge Bravo (* 1967), Radsportler
- Maximiliano Callorda (* 1990), Fußballspieler
- Gonzalo Castro Irizábal (* 1984), Fußballspieler
- Isaías Del Balle (* 1996), Fußballspieler
- Ricardo de León (1923–2010), Fußballspieler und -trainer
- María Pía Fernández (* 1995), Leichtathletin
- Venancio Flores (1808–1868), Militär und Politiker
- Ignacio González Barón (* 1983), Fußballspieler
- Joaquín Lemos (* 1994), Fußballspieler
- Pedro Listur (1922–2004), Leichtathlet
- Diego López (* 1994), Fußballspieler
- Jorge Luis Martínez (* 1983), Fußballspieler
- Kevin Méndez (* 1996), Fußballspieler
- Nicolás Pereyra (* 1983), Fußballspieler
- Matías Quagliotti (* 1985), Fußballspieler